# Bolinichthys nikolayi
Bolinichthys nikolayi és una espècie de peix de la família dels mictòfids i de l'ordre dels mictofiformes.

## Hàbitat
És un peix marí i d'aigües profundes que viu fins als 1.760 m de fondària.

## Distribució geogràfica
Es troba al sud-oest del Pacífic.